# Combustible solar
Un combustible solar es un combustible químico sintético producido a partir de energía solar. Los combustibles solares pueden ser producidos a través de reacciones fotoquímicas, fotobiológicas (ej., fotosíntesis artificial), termoquímicas (ej., a través del uso de calor solar suministrado por energía solar térmica concentrada para conducir a una reacción química), y electroquímicas. La luz es usada como una fuente de energía, con la energía solar siendo transducida a energía química, típicamente al reducir protones a hidrógeno, o dióxido de carbono a compuestos orgánicos.
Un combustible solar puede ser producido y almacenado para uso posterior, cuando el sol no está disponible, haciéndolo una alternativa a los combustibles fósiles. Diversas fotocatálisis están siendo desarrolladas para llevar a cabo estas reacciones en una manera sostenible, y respetuosa con el medio ambiente.

## Visión general
La dependencia mundial hacia las decrecientes reservas de combustibles fósiles representan no solamente problemas medioambientales sino también geopolíticos. Los combustibles solares, en particular el hidrógeno, son vistos como una fuente alternativa de energía para reemplazar a los combustibles fósiles especialmente donde los depósitos son esenciales. La electricidad puede ser producida directamente de la luz solar a través de conversión fotovoltaica, pero esta forma de energía es ineficiente para almacenar en comparación con el hidrógeno. Un combustible solar puede ser producido cuando y donde la luz solar está disponible, y almacenado y transportado para uso posterior.
Los más ampliamente investigados combustibles solares son el hidrógeno y los productos de reducción fotoquímica del dióxido de carbono.
Los combustibles solares pueden ser producidos vía procesos directos o indirectos. Los procesos directos aprovechan la energía del sol para producir combustible sin conversiones intermediarias de energía . En contraste, los procesos indirectos convierten a la energía solar en otra forma de energía primero (tales como la biomasa o la electricidad) para luego usarla en la producción de un combustible. Los procesos indirectos han sido más fáciles de implementar pero tienen la desventaja de ser menos eficientes que, por ejemplo, la separación del agua para la producción de hidrógeno, ya que se desperdicia la energía en conversiones intermediarias.

## Producción de hidrógeno

### Fotoquímica

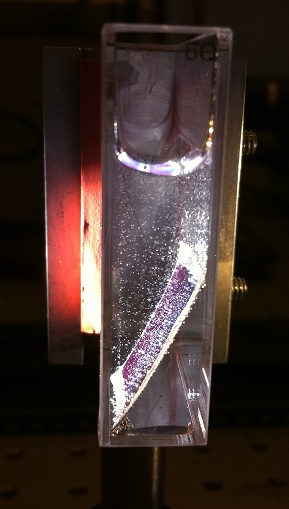
Una muestra de una celda fotoeléctrica en un entorno de laboratorio. Los catalizadores son añadidos a la celda, que está sumergida en agua y iluminada por luz solar simulada. Las burbujas en la foto son de oxígeno (formadas al frente de la celda) e hidrógeno (formado detrás de la celda).

En un proceso fotoquímico solar, el hidrógeno puede ser producido vía electrólisis. Para utilizar la luz solar en este proceso, una celda fotoelectroquímica puede ser utilizada, donde un electrodo fotosensibilizador convierte la luz en una corriente eléctrica que luego es utilizada para descomponer el agua. Uno de aquellos tipos de celda es la celda solar sensibilizada por colorante. Este es un proceso indirecto, que produce electricidad que es después usada para formar hidrógeno. El otro importante proceso indirecto que utiliza la luz solar es la conversión de la biomasa a biocombustible utilizando organismos fotosintéticos; sin embargo, la mayor parte de la energía recolectada por la fotosíntesis es usada en procesos que sostienen la vida y por tanto fuera de consideración para usos energéticos.
Un proceso directo puede utilizar un catalizador que reduce los protones a hidrógeno molecular sobre los electrones de un fotosensibilizador excitado. Varios de estos catalizadores han sido desarrollados como pruebas de concepto, pero aún no lo suficientemente desarrollados para uso comercial; no obstante, su simplicidad relativa da la ventaja de un potencial costo más bajo y eficiencia mejorada en la conversión de energía. Una de tales prueba de concepto es la "hoja artificial" desarrollada por D. Nocera y sus colaboradores: una combinación de catalizadores basados en óxidos metálicos y una celda solar semiconductora que produce hidrógeno a través de la iluminación, con lo cual el oxígeno es el único subproducto.
El hidrógeno también puede ser producido por algunos microorganismos fotosintéticos (microalgas y cianobacterias) utilizando fotobiorreactores. Algunos de estos organismos producen hidrógeno al cambiar las condiciones de cultivo; por ejemplo, Chlamydomonas reinhardtii produce hidrógeno anaeróbicamente bajo condiciones de deprivación de azufre, esto es, cuando las células son trasladadas de un medio de crecimiento a otro que no contiene azufre, y se cultivan sin acceso a oxígeno atmosférico. Otra aproximación se realizó al abolir la actividad de la enzima hidrogenasa oxidante de hidrógeno (captación) en la cianobacteria diazótrofa Nostoc punctiforme, de modo que no consuma el hidrógeno que es naturalmente producido por la enzima nitrogenasa  en condiciones que fijan nitrógeno.  Esta cianobacteria N. punctiforme mutante podría entonces producir hidrógeno cuando es iluminada con luz visible.

### Termoquímica
En el proceso termoquímico solar, el agua se divide en hidrógeno y oxígeno utilizando calor solar directo, más que electricidad, dentro de un reactor solar de alta temperatura. el cual un flujo solar altamente concentrado de un campo de heliostatos que enfocan luz solar altamente concentrada en el reactor. En un proceso que típicamente utiliza óxido de cerio como reactivo, el primer paso es convertir el CeO2 a CeO a más de 1400 °C. Después del paso de reducción térmico para reducir el óxido de metal, el hidrógeno es entonces producido a través de hidrólisis a alrededor 800 °C. Ya que la fabricación del hidrógeno requiere rendimiento continuo, el proceso termoquímico solar incluye el almacenamiento de energía térmica. Otro método termoquímico utiliza el reformado solar del metano, un proceso que replica el proceso tradicional de reformado de combustibles fósiles pero sustituido en parte con el calor solar.

## Reducción de dióxido de carbono
El dióxido de carbono (CO2) puede ser reducido a monóxido de carbono (CO) y otros compuestos reducidos más, como el metano, utilizando la fotocatálisis apropiada. Un ejemplo temprano fue el uso de Tris(bipyridine)rutenio(II) cloruro (Ru(bipy)3Cl2) y cloruro de cobalto (CoCl2) para la reducción de CO2 a CO. Muchos compuestos que realizan reacciones similares has sido desarrollados desde entonces, pero generalmente actúan mal con concentraciones atmosféricas de CO2, requiriendo mayores concentraciones. El producto más sencillo de la reducción del CO2 es el monóxido de carbono (CO), pero para el desarrollo de combustibles, es necesaria una mayor reducción, y un paso clave que también necesita mayor desarrollo es la transferencia de aniones hidruro a CO.
También en este caso, el uso de microorganismos ha sido explorado. Usando ingeniería genética y técnicas de biología sintética, partes de o completas rutas metabólicas de producción de biocombustibles pueden ser introducidas en organismos fotosintéticos. Un ejemplo es la producción de 1-butanol en Synechococcus elongatus utilizando enzimas de Clostridium acetobutylicum, Escherichia coli y Treponema denticola. Un ejemplo de instalaciones de investigación a gran escala explorando este tipo de biocombustibles es el AlgaePARC en Wageningen University and Research Centre, en Países Bajos.

## Otras aplicaciones
- Electrólisis del agua para producción de hidrógeno combinada con energía solar fotovoltaica utilizando electrolizadores alcalinos, PEM, y CEOS;[20]
- Conversión electro-catalítica de CO2 que utilizando reducción electroquímica de CO2, fotólisis de luz UV, reducción fotocatalítica de CO2, y reducción termoquímica a altas temperaturas
- Heliogen manifiesta que ellos están a punto de producir hidrógeno con Heliostatos Solares capaces de dirigir la luz solar a una torre para llegar a una temperatura de 1500 °C. Tal temperatura puede hacer posible la división termoquímica del agua en hidrógeno y oxígeno